# Western Knights Soccer Club
Il Western Knights Soccer Club è una squadra di calcio australiana con sede a Perth. Nella stagione 2025 giocherà in NPL Western Australia.

## Storia
Il club fu fondato da immigrati croati nello Stato dell'Australia Occidentale sotto il nome di Metropolitan nel 1968. Due anni dopo 1970 under sotto il nuovo nome di North Perth Croatia furono promossi dalla Third Division alla Second Division. Attraverso gli anni seguenti andarono su e giù fra Second Division e First Division.
Contemporaneamente negli anni la squadra cambiò anche gli stadi per le partite interne: Wellington Square nella East Perth, Velodrome a Mount Hawthorn e Perry Lakes Stadium.
Nel 1994 il club fu costretto dalla federazione sportiva a rimuovere qualunque riferimento etnico nel proprio nome, così cambiò la denominazione da North Perth Croatia a Western Knights e nel 1995 tornò nella prima divisione, da cui non è più scesa.
Il 1998 fu l'anno più ricco di successi nella storia della società: i Knights portarono a casa Premier League Minor Premiership, la Championship Final Series Grand Final per la prima volta nella loro storia e la West Ham Cup.
Paul Cooke divenne il primo giocatore della storia della società a vincere il principale premio individuale della Premier League, la Gold Medal nel 2006. 
Il giocatore più di successo ad aver indossato la maglia dei North Perth Croatia/Western Knights è Robbie Dunn. Dopo aver lasciato i North Perth Croatia fece una buona carriera nella NSL con i Melbourne Croatia e giocò 38 partite con l'Australia.

## Palmarès
- Premier League - 1998, 2004
- Finalisti della Premier League - 1988, 2000
- Premier League Under-18 - 2007
- First Division - 1971, 1975, 1995
- Finalisti di First Division - 1973, 1974, 1979, 1980, 1981, 1987
- Third Division - 1969
- Boral Cup - 2000
- Night Series - 2003